# Petro Niszczynski
Petro Iwanowycz Niszczynski (Niszczynskyj), także Piotr Niszczyński (ukr. Петро Іванович Ніщинський; ur. 21 września 1832, Nemenka, zm. 16 marca 1896, Woroszyłówka ) – ukraiński hellenista, kompozytor i tłumacz. Publikował pod pseudonimem Petro Baida  .
Studiował teorię muzyki i muzykę w Kijowskiej Akademii Duchownej . W 1850 przeniósł się do Aten. Tam został dyrygentem kościelnego chóru ambasady rosyjskiej oraz podjął studia filologiczne i teologiczne na Uniwersytecie w Atenach, które ukończył z tytułem magistra w 1856 . W 1860 przeniósł się do Odessy . Był pierwszym tłumaczem Antygony Sofoklesa (w 1887) oraz Odysei (1889) i fragmentów Iliady (1895) Homera z greki oryginału na współczesny ukraiński. Przełożył Słowo o wyprawie Igora na grecki (1882) . Jest autorem Wieczornic (ukr. Вечорниці, 1875), muzyki scenicznej do drugiego aktu sztuki Tarasa Szewczenki Nazar Stodola . Kompozycja Niszczyńskiego obejmuje opracowania autentycznych ukraińskich pieśni ludowych, w tym Zakuwała ta sywa zozulia .